# Râul Coșuștea Mică, Coșuștea
Râul Coșuștea Mică este un curs de apă, afluent al râului Coșuștea. 